# Ángela San Juan Cisneros
Ángela San Juan Cisneros (23 de noviembre de 1983 en Madrid) es una deportista española que compite en natación. Su especialidad es el estilo de mariposa.Pertenece al Club Real Canoe de natación.
Participó en los Juegos Olímpicos de Pekín 2008 en las categorías de 100 m mariposa y 4 x 100 m estilos.
Es la vigente plusmarquista española en 50 m mariposa (26.78) y 100 mariposa (59.60) en piscina de 50 metros y de las mismas pruebas en corta (26.42 y 58.74).